# Кенни, Боб
Роберт Эрл «Боб» Кенни (англ. Robert Earl "Bob" Kenney, 23 июня 1931, Арканзас-Сити, Канзас, США — 27 октября 2014, Скотсдейл, Аризона, США) — американский баскетболист, чемпион Олимпийских игр в Хельсинки (1952) и Панамериканских игр в Мехико (1955). В 1952 году стал чемпионом NCAA в составе «Канзас Джейхокс».

## Спортивная карьера
Был одним из игроков клуба «Канзас Джейхокс», победившего на первенстве Национальной ассоциации студенческого спорта (NCAA) в 1952 году. Дважды входил в Большую семёрку игроков по итогам года (1951 и 1952). На летних Олимпийских играх в Хельсинки (1952) в составе национальной сборной выиграл золотую медаль, был вторым в команде по результативности, набирая в среднем 10,9 очков за матч.
После окончания университета поступил на службу в армию и выступал за армейские команды. Позже играл за клуб «Уичито Виккерс», представлявший баскетбольный Любительский атлетический союз (AAU). Был единственным из олимпийцев, ставшим чемпионом Панамериканских игр в Мехико (1955).
По окончании карьеры работал инженером в Honeywell, а затем — брокером по недвижимости в компании A.B. May Co. and Hardin Stockton/Coldwell Banker real estate, выйдя в отставку в должности президента её канзасского отделения. В 1999 году был введён в Музей спорта и Зал спортивной славы штата Делавэр. Также являлся членом Залов атлетической славы и спортивной славы штата Канзас.